# Площадь Адмирала Кузнецова
Площадь Адмирала Кузнецова — одна из площадей Барнаула. Расположена в Индустриальном районе на пересечении улиц Шумакова и Балтийской. Через площадь проходит троллейбусный маршрут.
Площадь имени Адмирала Флота Советского Союза Героя Советского Союза Н. Г. Кузнецова была открыта 23 июля 1999 года к 300-летию Российского военно-морского флота по инициативе Барнаульского городского комитета ветеранов войны и военной службы.
В оформлении площади присутствует морская тематика: парусник из металла, мемориальный гранитный камень с якорем и т. д. На площади также расположены 2-этажный магазин «Мария-Ра», торговый центр «Лидер», планируется строительство торгово-развлекательного комплекса с площадью 56 тысяч м².